# Vanderbilt

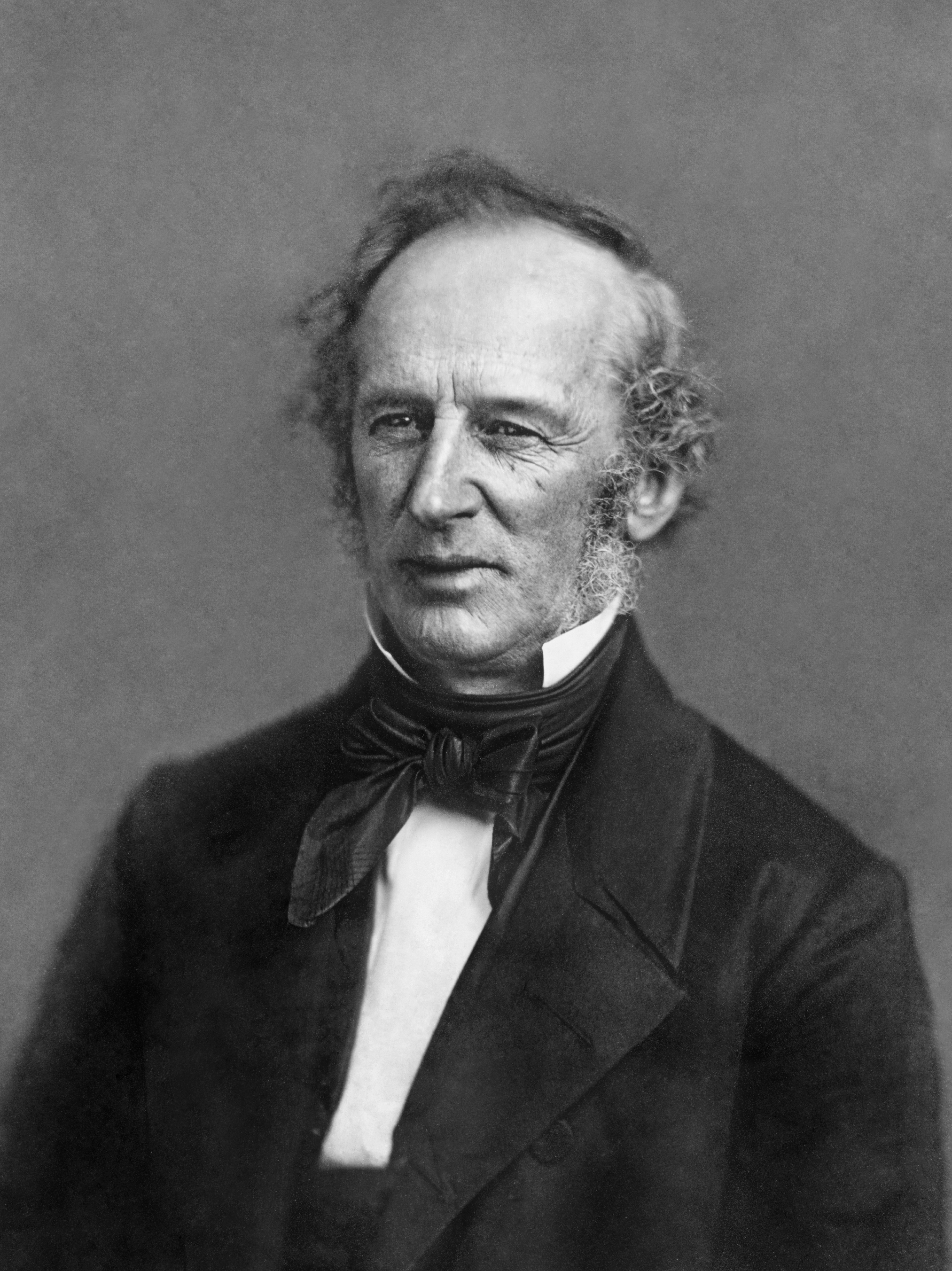
Cornelius Vanderbilt

La famiglia Vanderbilt è una famiglia di rilievo internazionale, di origini olandesi, che ebbe notevole importanza nel corso del 1800 dovuta al patriarca di famiglia Cornelius Vanderbilt, che creò un impero del trasporto su ferrovia e del trasporto marittimo. 
I suoi discendenti continuarono a costruire grandi palazzi nella Quinta Strada a New York, cottage estivi a Newport, Rhode Island, e la famosa Biltmore Estate e diverse altre abitazioni esclusive. I membri della famiglia sono stati i leader della scena dell'alta società e del Gilded Age, fino al principio del 1900, quando i dieci grandi palazzi della Quinta Strada furono demoliti e le case furono vendute come musei e simili. Nonostante la caduta della famiglia e le gravi perdite finanziarie, i Vanderbilt rimangono la settima famiglia più ricca nella storia. La famiglia è nota anche come nemesi della famiglia Astor nel passato.
Rami della famiglia si trovano sulla East Coast degli Stati Uniti così come nel Regno Unito. Un attuale discendente nella famiglia è il giornalista della CNN Anderson Cooper, figlio di Gloria Vanderbilt e pronipote di Cornelius Vanderbilt II. Rimane a dei discendenti (ma in linea femminile e che quindi non portano il cognome Vanderbilt, o meglio lo aggiungono come nome al cognome Cecil) la casa privata più grande degli Stati Uniti d'America Biltmore Estate, costruita in forma di elegante castello.

## Storia
L'importanza della famiglia cominciò con Cornelius Vanderbilt (1794–1877), il quarto di nove figli di una famiglia di Staten Island di modesti mezzi. Il suo avo Jan Aertszoon o Aertson (1620–1705), era un contadino olandese originario del villaggio De Bilt nella provincia di Utrecht che emigrò nella colonia olandese dei Nuovi Paesi Bassi come Servitù debitoria nel 1650. Il nome del villaggio di Jan fu aggiunto all'olandese "van der" (dal, originario di) per creare "van der Bilt" che divenne Vanderbilt quando gli inglesi conquistarono Nieuw-Amsterdam (l'attuale New York)
Cornelius Vanderbilt abbandonò la scuola all'età di 11 anni e cominciò a costruire un impero marittimo e ferroviario che nel corso del diciannovesimo secolo lo rese uno degli uomini più ricchi del mondo.
La famiglia Vanderbilt possedeva terreni a Corwith Township nel Michigan, che è stata regolata su 1875. Quando la Michigan Central Railroad di proprietà Vanderbilt fu superata nel 1880, fu fondato il villaggio di Vanderbilt nel Michigan. Anche se Cornelius Vanderbilt aveva sempre occupato una casa modesta, i membri della sua famiglia avrebbero usato le loro ricchezze per costruire palazzi magnifici. Poco prima della sua morte, avvenuta nel 1877, Vanderbilt donò 1 milione di dollari per la fondazione della Vanderbilt University di Nashville.
I membri della famiglia dominarono quella che divenne conosciuta come la "Gilded Age", un periodo in cui gli uomini Vanderbilt sono stati i principi mercanti della vita americana attraverso la loro importanza nel mondo degli affari e, come mecenati, delle arti di tutto il mondo.
Alcuni dei discendenti di Cornelius Vanderbilt si guadagnarono la fama come imprenditori di successo, mentre molti ebbero rilievo in altri campi come Alfred Gwynne Vanderbilt (1877-1915), che affondò sul RMS Lusitania. Suo figlio Alfred Jr. divenne un allevatore di cavalli. Harold Stirling Vanderbilt (1884-1970) raggiunse la fama come uno sportivo, vincendo, in tre occasioni, il premio più ambito nelle gare di yacht, l'America's Cup. Suo fratello "Willie K" lanciò la Coppa Vanderbilt per le gare automobilistiche. Cornelius Vanderbilt IV (1898-1974) è diventato uno scrittore compiuto, editore di giornali e produttore cinematografico. Tuttavia, altri fecero scalpore a causa della droga, dell'abuso di alcool e di matrimoni multipli.

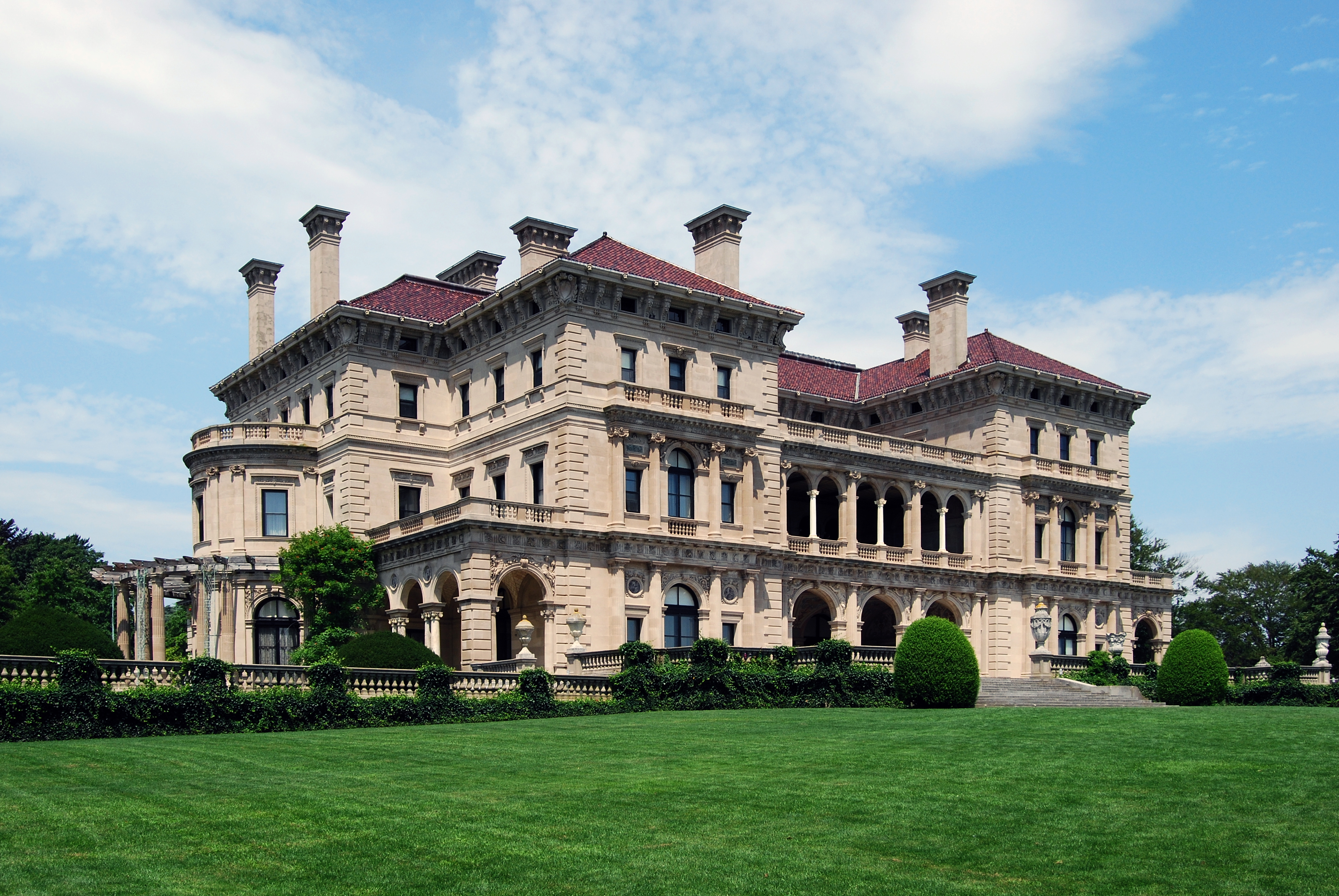
The Breakers, costruita tra il 1892–1895 per Cornelius Vanderbilt II

A Cornelius Vanderbilt fu conferita la medaglia d'oro dal governo degli Stati Uniti durante la Guerra di secessione americana per aver donato il suo piroscafo S.S. Vanderbilt all'Esercito dell'Unione. L'eredità di questa medaglia divenne il simbolo del capo titolare della famiglia Vanderbilt.
Nel 1855, il Commodoro Cornelius Vanderbilt donò 8,5 acri (34.000 m²) di proprietà della Chiesa Morava e il cimitero a New Dorp a Staten Island, New York. Più tardi, suo figlio William Henry Vanderbilt donò ulteriori 4 acri (16.000 m²). Un complotto fu ordito contro la famiglia Vanderbilt nel cimitero moravo e molti di loro furono sepolti lì nel mausoleo di famiglia, tra cui il fondatore della famiglia. Il loro mausoleo fu ridisegnato nel 1885 dall'architetto Richard Morris Hunt.
L'economista contemporaneo John Kenneth Galbraith disse che diverse generazioni di Vanderbilt hanno mostrato un talento senza pari sia nell'accumulo di denaro che nella sua distribuzione in termini di volume, aggiungendo che erogarono la loro ricchezza per l'auto-gratificazione e molto spesso lo fecero temerariamente.
A conferma della validità di opinioni di Galbraith fu il fatto che, solo quarantotto anni dopo la morte di Cornelius Vanderbilt, uno dei suoi diretti discendenti morì senza un soldo. Entro settanta anni dalla sua morte, l'ultimo dei dieci grandi palazzi Vanderbilt sulla Fifth Avenue a New York City fu demolito. Nel 1973, la prima riunione di famiglia Vanderbilt ebbe luogo presso la Vanderbilt University.
L'attuale eredità della famiglia comprende la Vanderbilt University e la Vanderbilt Avenue a Midtown Manhattan, che costeggia il Grand Central Terminal, il nodo ferroviario di New York City costruito dalla famiglia Vanderbilt.
Fortune's Children: La caduta del Casato dei Vanderbilt scritto da lontano cugino, Arthur T. Vanderbilt II, fu pubblicato nel 1989.

## Legami familiari (elencati per ascendenza/generazione)
- Cornelius Vanderbilt (1794–1877)
  - Phebe Jane Vanderbilt (1814–1878)
  - Ethelinda Vanderbilt (1817–1889)
  - Eliza Vanderbilt (1819–1890)
  - William Henry Vanderbilt (1821–1885)
    - Cornelius Vanderbilt II (1843–1899)
      - William Henry Vanderbilt II (1870–1892)
      - Cornelius Vanderbilt III (1873–1942)
        - Cornelius Vanderbilt IV (1898–1974)
        - Grace Vanderbilt (1900-?)

      - Gertrude Vanderbilt Whitney (1875–1942)
        - Flora Payne Whitney (1897–1986)
          - Flora Miller Biddle (1928–????)
          - Leverett Miller (1931–????)

        - Cornelius Vanderbilt Whitney (1899–1992)
          - Harry Payne Whitney II
            - Nancy Marie Whitney
            - Cornelius Scollay Whitney
            - Gifford Cochran Whitney
              - Harry Payne Whitney III

          - Nancy Marie Whitney
            - Alida Morgan
            - Pamela Morgan
            - Christopher Hurd
            - Victoria Hurd

          - Gayle Whitney
          - Searle Whitney
            - Harry Cross Whitney

          - Cornelia Vanderbilt Whitney

        - Barbara Whitney (1903–1982)
          - Gertrude Vanderbilt Whitney Henry
          - Barclay Henry

      - Alfred Gwynne Vanderbilt (1877–1915)
        - William Henry Vanderbilt III (1901–1981)
          - Emily Vanderbilt (1925)

        - Alfred Gwynne Vanderbilt II (1912–1999)
          - Heidi Vanderbilt (1948–)
          - Wendy Vanderbilt Lehman (1940–)
          - Alfred Gwynne Vanderbilt III (1949–)
            - James Vanderbilt (1976–)

          - Nicholas Harvey Vanderbilt (1958–1984)
          - Victoria Emerson Vanderbilt (1959–)
            - Caitlin Vanderbilt Weiss (1983–)
            - Sasha Virginia Weiss (1985–)

          - Michael Dagget Vanderbilt (1967–)
            - Nicholas Lyman Vanderbilt (2008–)

        - George Washington Vanderbilt III (1914–1961)

      - Reginald Claypoole Vanderbilt (1880–1925)
        - Cathleen Vanderbilt (1904–1944)
          - Harry Cushing IV
            - Harry Cushing V

        - Gloria Vanderbilt (1924–2019)
          - Leopold Stanislaus Stokowski (1950–)
            - Aurora Stokowski (1983–)
            - Abra Stokowski (1985–)
            - Myles Stokowski (1998-)

          - Christopher Stokowski (1952-)
          - Carter Vanderbilt Cooper (1965-1988)
          - Anderson Hays Cooper (1967-)

      - Gladys Vanderbilt Széchenyi (1886-1965)
        - Cornelia Szechenyi
        - Gladys Szechenyi
        - Alice Szechenyi
        - Ferdinandine Szechenyi
        - Sylvia Szechenyi (?-1998)

    - Margaret Louisa Vanderbilt-Shepherd (1845-1924)
    - William Kissam Vanderbilt (1849-1920)
      - Consuelo Vanderbilt (1877-1964)
        - John Spencer-Churchill, X duca di Marlborough (1897-1972)
          - Lady Sarah Consuelo Spencer-Churchill (1921-2000)
            - Serena Mary Churchill Russell (1944-)
              - Morgan Alexander McConnell (1973-)
              - Lucinda Mary McConnell (1975-)
              - Gregory Vincent Watton (1978-)
              - Consuelo Lily Balfour (1979-)
              - Alastair Albert David Balfour (1981-)

            - Consuelo Sarah Russell (1946-)
              - Nicholas Judson (1976-)
              - Ian Judson (1978-)

            - Alexandra Brenda Russell (1949-)
            - Jacqueline Russell (1958-)

          - Lady Caroline Spencer-Churchill (1923-1992)
            - Michael Thomas Waterhouse (1949-)
              - Robin Hood E.T. Waterhouse (1987-)
              - Marcus Charles Waterhouse (1990-)

            - Elizabeth Ann Waterhouse (1951-)
              - Willa Marjorie Beckett (1977-)
              - Molly Rachel Beckett (1979-)
              - Catherine Rose Beckett (1983-)
              - Walter Gervase Beckett (1987-)

            - David Charles Waterhouse (1956-)

          - John Spencer-Churchill, XI duca di Marlborough (1926-2014)
            - John David Ivor Spencer-Churchill, Conte di Sunderland (1952-1955)
            - Jamie Spencer-Churchill, marchese di Blandford (1955-)
              - George Spencer-Churchill, Conte di Sunderland (1992-)
              - Lady Araminta Clementine Megan Spencer-Churchill (2007-)

            - Lady Henrietta Gelber (1958-)
              - David Aba Gelber (1981-)
              - Maximilian Henry Gelber (1985-)

            - Lord Richard Spencer-Churchill (1973-1973)
            - Lord Edward Albert Charles Spencer-Churchill (1974-)
            - Lady Alexandra Elizabeth Mary Spencer-Churchill (1977-)

          - Lady Rosemary Mildred Spencer-Churchill (1929-)
            - Alexander Pepys Muir (1954-)
            - Simon Huntly Muir (1959-)
              - Robin Hugo Muir (1993-)
              - Thomas Sebastian Muir (1995-)

            - Mary Arabella Muir (1962-)
              - Jack Cresswell Haynes (1993-)
              - Rowley James Haynes (1996-)

          - Lord Charles Spencer-Churchill (1940-)
            - Rupert John Harold Mark Spencer-Churchill (1971-)
            - Dominic Albert Charles Spencer-Churchill (1979-)
            - Alexander David Spencer-Churchill (1983-)

        - Lord Ivor Spencer-Churchill (1898-1956)
          - Robert Spencer-Churchill (1954-)
            - John Robert I. Spencer-Churchill (1984-)
            - Ivor Charles E. Spencer-Churchill (1986-)

      - William Kissam ("Willie K") Vanderbilt II (1878-1944)
        - Muriel Vanderbilt (1902-1982)
        - Consuelo Vanderbilt
        - William Kissam Vanderbilt III

      - Harold Stirling Vanderbilt (1884-1970)

    - Emily Thorn Vanderbilt (1852-1946)
      - Lila Vanderbilt Sloane
        - William Osgood Field (1904-1994)
        - Frederick Vanderbilt Field (1905-2000)
          - L. Field
          - G. Field

        - Marjorie Lila Field (1910-1997)
        - Mary Augusta Field

      - Florence Adele Sloane (1873-1960)
        - James Abercrombie Burden III
        - William Douglas Burden
        - Sheila Burden

      - Emily Vanderbilt Sloane (Mrs. John Henry Hammond)
        - Alice Frances Hammond (Mrs. Arthur Duckworth) (Mrs. Benny Goodman)
          - Gillian Duckworth
          - Shirley Duckworth
          - Sophia Duckworth
          - Rachel Goodman
          - Benjie Goodman

        - John Hammond (1910-1987)
          - John P. Hammond (1942-)

      - Malcom Douglas Sloane
      - Wiliam Douglas Sloane, Jr.

    - Florence Adele Vanderbilt-Twombly (1854-1952)
      - Ruth Vanderbilt Twombly (1885-1954)
      - Florence Adele Twombly (1881-1969) (Mrs. William A.M. Burden)
        - William A.M. Burden Jr., uno dei presidenti del Museum of Modern Art; e ambasciatore in Belgio fra il 1959–1961
          - William A.M. Burden, III (dec. c. 1962) m. Leslie Tobey (dec. c. 1998)
            - Will Burden
            - Wendy Burden (born c. 1956)
              - Charlotte (born c. 1986)
              - Celeste (born c. 1989)

            - Edward Burden

        - Shirley Carter Burden

      - Hamilton McKown Twombly, II (1888-1906)
      - Alice Twombly (1879-1896)

    - Frederick William Vanderbilt (1856-1938)
    - Eliza (Lila) Osgood Vanderbilt Webb (1860–1936) (Mrs. William Seward Webb)
      - James Watson Webb (1884-) sposò Electra Havemeyer Webb, a.k.a. Mrs. James Watson Webb — (1888-1960); cinque figli incluso:
        - J. Watson Webb, Jr. (1916-2000)
        - Lila Vanderbilt Webb (Wilmerding) sposa John Currie Wilmerding (1911-1965)
          - John Wilmerding (1938-)

        - Electra Webb Bostwick (dec. 1981)

      - William Seward Webb, Jr. (1887–)
      - Frederica Vanderbilt Webb (Mrs. Ralph Pulitzer)
      - Vanderbilt Webb

    - George Washington Vanderbilt II (1862-1914)
      - Cornelia Stuyvesant Vanderbilt (1900-1976)
        - George Henry Vanderbilt Cecil (1925-)
        - William Amherst Vanderbilt Cecil (1928-)

  - Emily Almira Vanderbilt (1823-1896)
    - William K. Thorn (ab.1848-1910)
    - Carolin Thorn
      - William Thorn Kissel
        - William Thorn Kissel II
          - Michael Case Kissel
            - Siena Case Kissel (1988-)
            - Lucy Elena Kissel (1991-)
            - Rosalie Thorn Kissel (1995-)

      - D. Kissel
      - Louise Kissel
      - Jeannette Thorn Kissel (m. Sir Richard Arthur Pease, 2nd Bt.)
        - Sir Richard Thorn Pease, 3rd Bt.
        - Aline Thorn Pease (m. Kenneth James William Mackay, 3rd Earl of Inchcape)
          - Kenneth Peter Lyle Mackay, 4th Earl of Inchcape
            - Fergus James Kenneth Mackay, Viscount Glenapp

    - <female> Thorne
      - J. Parrish

  - Sophia Johnson Vanderbilt (1825-1912)
    - Alfred Torrance (?-1885)
    - Meredith Torrance

  - Marie Louisa Vanderbilt (1827-1896)
  - Frances Lavinia Vanderbilt (1829-1869)
  - Cornelius Jeremiah Vanderbilt (1830-1882)
  - Mary Elecia Vanderbilt (1834-1902)
  - Catherine Juliette Vanderbilt (1836-1881)
  - George Washington Vanderbilt (1839-1864)